# Robert De Niro
Robert Anthony De Niro jr.  (New York, 17 augustus 1943) is een Amerikaans acteur. Naast een aantal nominaties won hij de Oscar voor beste mannelijke bijrol in The Godfather Part II (1974) en de Oscar voor beste acteur in Raging Bull (1980). Hij staat bekend om zijn methodacting, vooral aangewend voor gekwelde, tegenstrijdige en vaak gewelddadige personages, waaronder verscheidene gangsters en andere randfiguren. Hij speelt vaak in films die zijn geregisseerd door Martin Scorsese. De Niro wordt gezien als een van de beste acteurs van zijn generatie.

## Biografie
Robert De Niro werd geboren in de New Yorkse wijk Greenwich Village en groeide op in Little Italy. Hij is de zoon van het schilderskoppel Robert De Niro sr. en Virginia Admiral. Zijn ouders scheidden toen hij één jaar oud was. Zijn moeder was deels van Nederlandse afkomst en praatte daar vroeger veel over thuis. De Niro bezocht Amsterdam in 1984 voor de première van Once Upon a Time in America en was aanwezig bij de Nederlandse filmdagen in Utrecht.
De Niro deed zijn eerste toneelervaring op op tienjarige leeftijd, toen hij de rol van Laffe Leeuw kreeg in de schoolproductie van The Wizard of Oz. Op dertienjarige leeftijd verliet hij de middelbare school om lid te worden van een straatbende. De Niro jr. volgde een toneelopleiding aan het Stella Adler Conservatory of Acting en de Actor's Studio bij Lee Strasberg.

### Acteercarrière
In de jaren zestig speelde hij voornamelijk in off-Broadwaystukken. Begin jaren zestig speelde hij tevens in zijn eerste film, The Wedding Party van Brian De Palma. Die film werd echter pas in 1969 in de bioscoop uitgebracht. Wel had hij een figurantenrol in Trois Chambres à Manhattan (1965) van Marcel Carné en in hetzelfde jaar een rol in Encounter van Norman C. Chaitin. De Niro's eerste officiële filmdebuut kwam in 1968 met De Palma's Greetings. De film kreeg een vervolg, Hi, Mom!, in 1970.
Bekendheid volgde in 1973 met Bang the Drum Slowly, waarin hij te zien is als een stervende Major League-honkbalspeler. Datzelfde jaar begon hij een vruchtbare samenwerking met Martin Scorsese met een memorabele rol als de simpele, gewelddadige gangster Johnny Boy in Mean Streets, naast Harvey Keitel. Hij speelde later in verscheidene films van Scorsese: Taxi Driver (1976), New York, New York (1977), Raging Bull (1980), The King of Comedy (1983), Goodfellas (1990), Cape Fear (1991) en Casino (1995).
In 1974 speelde hij de jonge Don Vito Corleone in Francis Ford Coppola's The Godfather Part II. Voor deze rol kreeg hij zijn eerste Academy Award, voor Beste Mannelijke Bijrol. De rol was grotendeels in het Siciliaans en het was de eerste keer dat een Oscar werd gegeven aan een voornamelijk niet-Engelstalige rol. Hij oefende de streektaal met acteur Frank Campanella. De Niro kon niet aanwezig zijn bij de Oscaruitreiking. Hij was in Europa om 1900 van Bernardo Bertolucci te filmen, over de relatie tussen een rijke landeigenaar (De Niro) en zijn proletarische vriend (gespeeld door Gérard Depardieu). De film werd uitgebracht in 1976, net als Taxi Driver, De Niro's tweede film met Scorsese. Zijn rol van de vervreemde en gewelddadige taxichauffeur en Vietnamveteraan Travis Bickle zou iconisch worden. Hij zou voor altijd verbonden blijven met de volledig geïmproviseerde "You talkin' to me?"-monoloog. Het maakte van de acteur een ster en bezorgde hem een Oscarnominatie voor Beste Acteur. Voor Michael Cimino's The Deer Hunter (1978) kreeg hij opnieuw een Oscarnominatie.
In 1980 speelde Robert De Niro bokser Jake LaMotta in Scorseses meesterwerk Raging Bull. Voor de rol leerde De Niro niet alleen boksen, maar hij kwam ook 27 kilo aan. De film kreeg acht Oscarnominaties, waaronder die voor Beste Film. Het leverde De Niro een Oscar voor Beste Mannelijke Hoofdrol op. Na die film volgde een periode van interessante, maar commercieel niet-succesvolle films. Tot die films behoren onder andere The King of Comedy (1983) van Scorsese, Sergio Leone's Once Upon a Time in America (1984) en The Mission (1986) met Jeremy Irons. In 1986 keerde hij weer terug naar het theater met Cuba & His Teddy Bear. In 1987 werd De Niro benaderd door De Palma voor de rol van Al Capone in The Untouchables. Het zou zijn eerste hit in jaren worden. Voor de rol liet De Niro onder andere zijn haarlijn wijken door een deel van zijn haar af te scheren.
In het midden van de jaren tachtig wilde De Niro bewijzen een groter bereik te hebben. Hij wilde ook zijn komische talent ontplooien. Zijn eerste succesvolle komedie was Midnight Run (1988), waarin hij een premiejager speelt die maffia-accountant Charles Grodin naar de gevangenis begeleidt. Andere komedies met De Niro zijn onder andere Mad Dog and Glory (1993), Analyze This (1999), Meet the Parents (2000) en het vervolg Meet the Fockers (2005).

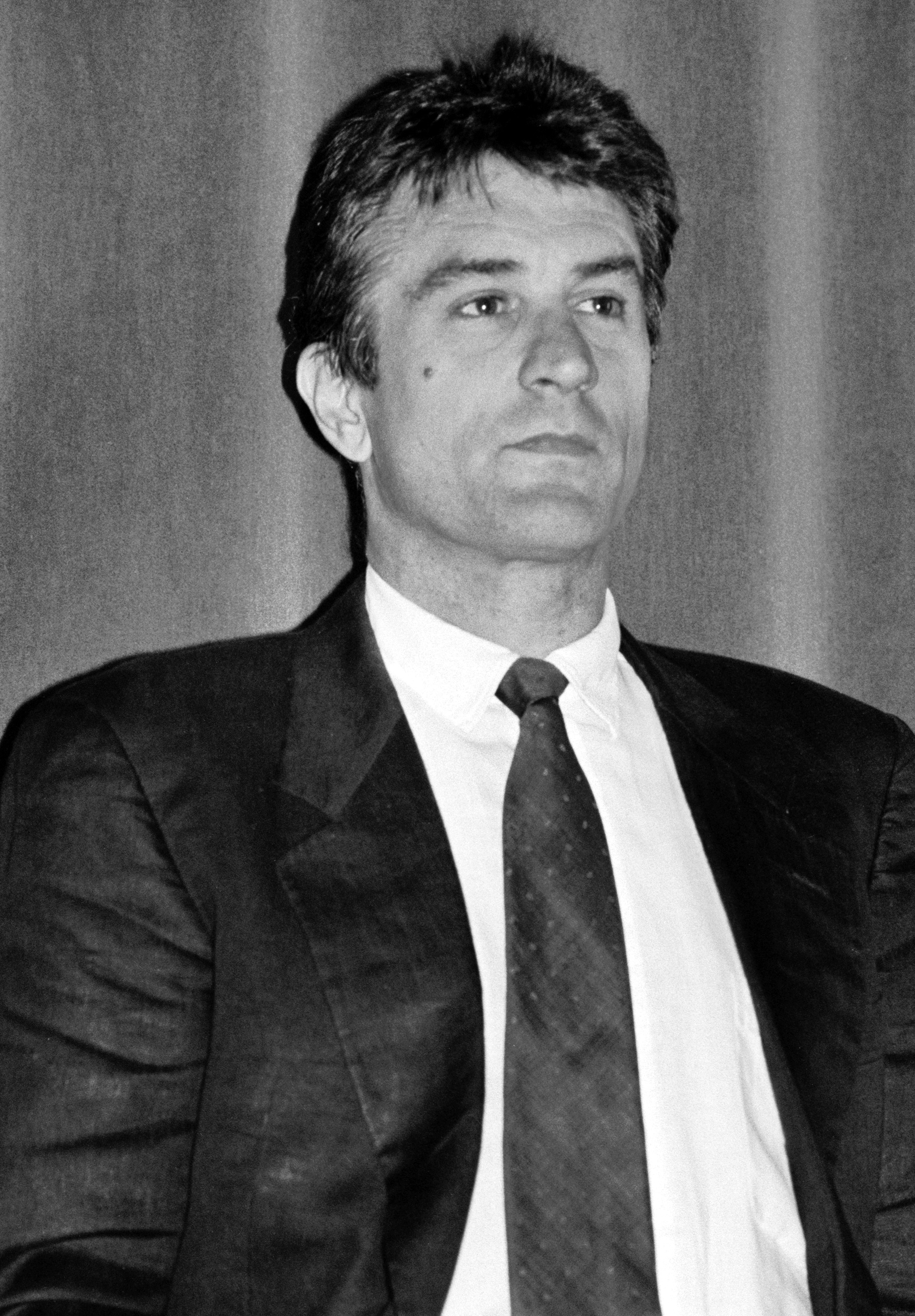
Robert De Niro in 1988

In 1989 richtte hij samen met producente Jane Rosenthal zijn productiemaatschappij TriBeCa Productions op, vernoemd naar de buurt in Lower Manhattan waar het gevestigd is. Het jaar daarop was hij te zien in Penny Marshalls Awakenings als comapatiënt. Voor die rol werd hij genomineerd voor een Oscar. In 1990 was hij tevens te zien als de Ierse gangster Jimmy The Gent in het veelgeprezen Goodfellas, de eerste samenwerking met Martin Scorsese in zeven jaar. In 1991 maakten ze Cape Fear, waarin De Niro de wraakzuchtige verkrachter Max Cady speelde. Het werd, ondanks tegenvallende kritieken, hun grootste gezamenlijke hit.
De jaren negentig betekenden met ongeveer drie films per jaar De Niro's meest productieve periode. In 1993 maakte De Niro zelfs zijn regiedebuut met het door Scorsese beïnvloede gangsterdrama A Bronx Tale, geproduceerd door TriBeCa. In 1995 werkte hij opnieuw met Scorsese aan de film Casino, die zowel kritisch als commercieel niet aan de verwachtingen voldeed. Datzelfde jaar verscheen hij voor het eerst samen met Al Pacino op het scherm in Heat van Michael Mann (de twee speelden wel beiden in The Godfather Part II, maar deelden geen scènes). In 1997 was hij te zien als de amorele politieke strateeg Conrad Brean in Barry Levinsons politieke satire Wag the Dog.
Eind jaren negentig waren vooral zijn komedies het meest succesvol. Hij was te zien als gestreste maffiabaas op consult bij psychiater Billy Crystal in Analyze This en als de helse schoonvader van Ben Stiller in Meet the Parents. Beide films waren succesvol genoeg om een vervolg te krijgen. Daarnaast was hij in 2002 naast Eddie Murphy te zien in Showtime en verleende hij zijn stem aan een haai in de animatiefilm Shark Tale (2004), waarin hij zijn voorgaande gangsterrollen parodieerde.
In 2006 regisseerde hij zijn tweede film, The Good Shepherd, een drama over de begindagen van de CIA met Matt Damon en Angelina Jolie in de hoofdrollen. Zelf speelt hij een kleine rol in de film.

### Overige projecten
Robert De Niro investeert in TriBeCa, een buurt in Lower Manhattan, New York, sinds hij zijn productiemaatschappij TriBeCa Productions daar vestigde in 1989. Samen met Jane Rosenthal richtte hij tevens het Tribeca Film Festival op, dat sinds mei 2002 jaarlijks gehouden wordt. Het filmfestival wordt gehouden om de buurt nieuw leven in te blazen, maar ook om de New Yorkers een hart onder de riem te steken na de aanslagen op 11 september 2001.
De Niro is de (mede-)eigenaar van verscheidene restaurants, waaronder Rubicon in San Francisco, samen met Francis Ford Coppola en Robin Williams en Nobu in New York. Ook is hij eigenaar van het in TriBeCa gelegen Greenwich Hotel.

### Privé
De Niro is tweemaal getrouwd geweest. Van 1976 tot 1988 was hij getrouwd met actrice Diahnne Abbott. Samen hebben ze een zoon. Hij is ook de adoptievader van haar dochter uit een eerdere relatie. Van 1997 tot 2018 was hij getrouwd met Grace Hightower, een voormalige stewardess. Hun zoon werd geboren in 1998. Na de geboorte vroeg het stel in 1999 een scheiding aan. De scheiding werd echter nooit officieel afgerond. In 2004 legden ze opnieuw hun huwelijksgeloften af. Ze werden in 2011, via een draagmoeder, ouders van een dochter. Daarnaast heeft hij een tweeling met voormalig model Toukie Smith, met wie hij een jarenlange relatie heeft gehad. De tweeling is voortgekomen uit in-vitrofertilisatie.
In mei 2023 kreeg hij zijn zevende kindje, een dochter genaamd Gia, bij zijn vriendin Tiffany Chen. Chen is werkzaam als lerares in de vechtkunst en ontmoette De Niro op de set van The Intern, waarin ze een klein rolletje speelde.
Naast zijn zeven kinderen heeft De Niro tevens vier kleinkinderen, drie van zijn oudste zoon en een van zijn dochter.
Hij heeft drie woningen in New York: een landgoed bij Marbletown en twee huizen aan de oost- en de westzijde van Manhattan. Hij heeft, in tegenstelling tot veel Hollywoodacteurs, nooit permanent in Los Angeles gewoond.
In februari 1998 werd De Niro tijdens een filmopname in Frankrijk opgepakt door de politie en negen uur lang ondervraagd in een onderzoek naar een prostitutiesyndicaat. De Niro heeft altijd ontkend. In een interview met het Franse dagblad Le Monde heeft hij gezworen nooit meer een voet in het land te zetten. De Franse politie heeft gezegd hem enkel als een mogelijke getuige te zien, nooit als verdachte.
In 2003 werd bij De Niro prostaatkanker vastgesteld. De prognoses waren goed en de dokters zeiden een volledig herstel te verwachten.
De Niro is een bekend aanhanger van de Democratische Partij. Hij lobbyde tegen de impeachment van Bill Clinton in 1998 en steunde Al Gore, John Kerry en Barack Obama in de Amerikaanse presidentsverkiezingen. Hij demonstreerde ook geregeld openlijk zijn grote afkeer van president Donald Trump.

## Prijzen en nominaties
De Niro heeft in zijn leven verscheidene prijzen gewonnen, waaronder twee Oscars.  Viermaal heeft hij een prijs uitgereikt gekregen voor zijn hele oeuvre. De eerste, een Gouden Leeuw op het Filmfestival van Venetië, kreeg hij in 1993. In 2003 mocht De Niro de Lifetime Achievement Award van het American Film Institute in ontvangst nemen, en op 6 februari 2008 kreeg hij ook een prestigieuze Duitse oeuvreprijs, de Gouden Camera (Goldene Kamera). In 2025 overhandigde Leonardo DiCaprio Robert De Niro op het Filmfestival van Cannes de Gouden Erepalm
(Palme d 'Or Honoraire).
- Academy Awards
  - 1975 - Beste Mannelijke Bijrol - The Godfather Part II (gewonnen)
  - 1977 - Beste Acteur - Taxi Driver (genomineerd)
  - 1978 - Beste Acteur - The Deer Hunter (genomineerd)
  - 1981 - Beste Acteur - Raging Bull (gewonnen)
  - 1991 - Beste Acteur - Awakenings (genomineerd)
  - 1992 - Beste Acteur - Cape Fear (1991) (genomineerd)
  - 2012 - Beste Mannelijke Bijrol - Silver Linings Playbook (genomineerd)
- BAFTA Awards
  - 1976 - Meest veelbelovende nieuwkomer - The Godfather Part II (genomineerd)
  - 1977 - Beste Acteur - Taxi Driver (genomineerd)
  - 1980 - Beste Acteur - The Deer Hunter (genomineerd)
  - 1982 - Beste Acteur - Raging Bull (genomineerd)
  - 1984 - Beste Acteur - The King of Comedy (genomineerd)
  - 1991 - Beste Acteur - Goodfellas (genomineerd)
- Golden Globes
  - 1977 - Beste Filmacteur, Drama - Taxi Driver (genomineerd)
  - 1978 - Beste Filmacteur, Musical/Comedy - New York, New York (genomineerd)
  - 1979 - Beste Filmacteur, Drama - The Deer Hunter (genomineerd)
  - 1981 - Beste Filmacteur, Drama - Raging Bull (gewonnen)
  - 1989 - Beste Filmacteur, Comedy/Musical - Midnight Run (genomineerd)
  - 1992 - Beste Filmacteur, Drama - Cape Fear (genomineerd)
  - 2000 - Beste Filmacteur, Comedy/Musical - Analyze This (genomineerd)
  - 2001 - Beste Filmacteur, Comedy/Musical - Meet the Parents (genomineerd)
  - 2011 - Cecil B. DeMille Award voor zijn gehele filmcarrière.
- Internationaal filmfestival van Berlijn
  - 2007 - Gouden Beer - The Good Shepherd (genomineerd)

## Trivia
- Voor de rol van Al Capone in de film The Untouchables uit 1987 droeg De Niro dezelfde onderbroeken als de bekende gangsterbaas.
- In 1984 bracht de Britse meidenband Bananarama het liedje Robert De Niro's Waiting uit. Het verhaal gaat dat De Niro zelf zich zo vereerd voelde dat hij de dames mee uit eten heeft genomen toen hij het nummer had gehoord.
- Volgens een onderzoek uit 2009 van het Amerikaans filmblad Empire is De Niro de enige nog levende acteur, die de meeste sterfscènes heeft gespeeld. Hij speelde er 14.

## Filmografie
- Bibsys: 90853181
- Biblioteca Nacional de Chile: 000417503
- Biblioteca Nacional de España: XX887842
- Bibliothèque nationale de France: cb12113120f (data)
- Catàleg d'autoritats de noms i títols de Catalunya: 981058513962406706
- CiNii: DA09913126
- Gemeinsame Normdatei: 118823930
- International Standard Name Identifier: 0000 0001 2096 8949
- Library of Congress Control Number: n85231405
- Nationale Bibliotheek van Letland: 000190065
- MusicBrainz: 5cc59119-95ca-415a-8a14-3eac45670afe
- Bibliotheek van het Japanse parlement: 00620565
- Nationale Bibliotheek van Tsjechië: ola2002159233
- Nationale bibliotheek van Australië: 36003755
- Nationale Bibliotheek van Israël: 987007518849905171
- Nationale Bibliotheek van Polen: a0000001184465
- Nederlandse Thesaurus van Auteursnamen: 074166883
- Istituto Centrale per il Catalogo Unico: RAVV088394
- LIBRIS: 277996
- SNAC: w6ft9gnv
- Système universitaire de documentation: 02952136X
- Trove: 1181166
- Union List of Artist Names: 500353292
- Virtual International Authority File: 114969074
- WorldCat: E39PBJjtcfr6rGw7RxCdw6gR8C